# 新县镇 (莆田市)
新县镇是中国福建省莆田市涵江区下辖的一个镇。

## 行政区划
新县镇下辖以下地区：
新县村、文笔村、张洋村、墘顶村、广宫村、巩溪村、上茅村、洋林村、仙安村、白云村、外坑村、泗洋村、大所村、大贤村和白鹤村。